# AMC-16
O AMC-16 foi um satélite de comunicação geoestacionário construído pela Lockheed Martin, que esteve localizado na posição orbital de 85 graus de longitude oeste e foi operado inicialmente pela GE Americom e, posteriormente pela SES World Skies, divisão da SES. O satélite foi baseado na plataforma A2100AXS e sua expectativa de vida útil era de 15 anos.

## História
O satélite AMC-16 foi desenvolvido como uma reposição de solo para o AMC-15 idêntico ao mesmo. O AMC-16 é um satélite híbrido nas bandas Ku/Ka, o mesmo expandiu a frota de satélites, que proporcionam distribuição global de cabo, transmissão de televisão e rádio, serviços de telecomunicações, televisão e dados de negócios e banda larga da SES Americom. O AMC-16 foi completamente arrendado a Echostar.

## Lançamento
O satélite foi lançado com sucesso ao espaço no dia 17 de dezembro de 2004, às 12:07 UTC, por meio de um veículo Atlas V, que foi lançado a partir do Cosmódromo de Baikonur, no Cazaquistão. Ele tinha uma massa de lançamento de 4.065 kg.

## Capacidade e cobertura
O AMC-16 era equipado com 24 transponders em banda Ku e 12 em banda Ka para cobrir o território conti